# Élections législatives de 2024 dans le Morbihan
Les élections législatives de 2024 dans le Morbihan se déroulent les 30 juin et 7 juillet 2024. Dans le département, six députés sont à élire dans le cadre de six circonscriptions, à la suite de la dissolution de l'Assemblée nationale par Emmanuel Macron.
Le choix de cette dissolution est pris après la défaite de la liste Renaissance aux élections européennes qui ont lieu le 9 juin 2024.

## Contexte
| Circonscription | RN      | ENS     | PS - PP | LFI    | LR     |
| --------------- | ------- | ------- | ------- | ------ | ------ |
| Circonscription |         |         |         |        |        |
| 1re             | 22,18 % | 21,51 % | 19,14 % | 4,86 % | 9,49 % |
| 2e              | 27,02 % | 18,09 % | 17,79 % | 5,26 % | 7,64 % |
| 3e              | 34,39 % | 17,53 % | 13,16 % | 4,88 % | 7,16 % |
| 4e              | 32,05 % | 17,08 % | 13,44 % | 5,95 % | 7,03 % |
| 5e              | 23,96 % | 17,34 % | 20,25 % | 7,46 % | 6,79 % |
| 6e              | 32,43 % | 15,71 % | 15,43 % | 5,41 % | 6,57 % |

## Système électoral
Les élections législatives ont lieu au scrutin uninominal majoritaire à deux tours dans des circonscriptions uninominales.
Est élu au premier tour le candidat qui réunit la majorité absolue des suffrages exprimés et un nombre de voix au moins égal au quart des électeurs inscrits dans la circonscription, soit 25 %. Si aucun des candidats ne satisfait ces conditions, un second tour est organisé entre les candidats ayant réuni un nombre de voix au moins égal à un huitième des inscrits, soit 12,5 %. Les deux candidats arrivés en tête du 1er tour se maintiennent néanmoins par défaut si un seul ou aucun d'entre eux n'a atteint ce seuil. Au second tour, le candidat arrivé en tête est déclaré élu,.
Le seuil de qualification basé sur un pourcentage du total des inscrits et non des suffrages exprimés rend plus difficile l'accès au second tour lorsque l'abstention est élevée. Le système permet en revanche l'accès au second tour de plus de deux candidats si plusieurs d'entre eux franchissent le seuil de 12,5 % des inscrits. Les candidats en lice au second tour peuvent ainsi être trois, un cas de figure appelé « triangulaire ». Les second tours où s'affrontent quatre candidats, appelés « quadrangulaire » sont également possibles, mais beaucoup plus rares,.

### Partis et nuances
Les résultats des élections sont publiés en France par le ministère de l'Intérieur, qui classe les partis en leur attribuant des nuances politiques. Ces dernières sont décidées par les préfets, qui les attribuent indifféremment de l'étiquette politique déclarée par les candidats, qui peut être celle d'un parti ou une candidature sans étiquette.
Seuls le Parti communiste français (COM), La France insoumise (FI), le Parti socialiste (SOC), le Parti radical de gauche (RDG), Les Écologistes (VEC), Renaissance (RE), le Mouvement démocrate (MDM), Horizons (HOR), l'Union des démocrates et indépendants (UDI), Les Républicains (LR), le Rassemblement national (RN) et Reconquête (REC) se voient attribuer en 2024 des nuances propres. Les coalitions Ensemble et Nouveau front populaire, ainsi que les candidats de l'alliance LR-Ciotti-RN, en bénéficient également indirectement, les nuances Ensemble ! (Majorité présidentielle) (ENS), Union de la gauche (UG) et Union de l'extrême-droite (UXD) étant attribuables aux candidats bénéficiant respectivement du soutien de deux partis du centre, de deux partis de gauche ou de deux partis d'extrême-droite,.
Tous les autres partis se voient attribuer l'une ou l'autre des nuances suivantes : EXG (extrême gauche), DVG (divers gauche), ECO (écologiste), REG (régionaliste), DVC (divers centre), DVD (divers droite), DSV (droite souverainiste) et EXD (extrême droite). Des partis comme Debout la France ou Lutte ouvrière ne disposent ainsi pas de nuances propres, et leurs résultats nationaux ne sont pas publiés séparément par le ministère, car mélangés avec d'autres partis (respectivement dans les nuances DSV et EXG).

## Élus
| Circonscription | Député sortant      | Parti ou nuance | Parti ou nuance | Groupe | Député élu ou réélu | Parti ou nuance | Parti ou nuance | Groupe |
| --------------- | ------------------- | --------------- | --------------- | ------ | ------------------- | --------------- | --------------- | ------ |
| 1re             | Anne Le Hénanff     |                 | HOR             | HOR    | Anne Le Hénanff     |                 | HOR             | HOR    |
| 2e              | Jimmy Pahun         |                 | MoDem           | DEM    | Jimmy Pahun         |                 | MoDem           | DEM    |
| 3e              | Nicole Le Peih      |                 | RE              | RE     | Nicole Le Peih      |                 | RE              | EPR    |
| 4e              | Paul Molac          |                 | REG             | LIOT   | Paul Molac          |                 | REG             | LIOT   |
| 5e              | Lysiane Métayer     |                 | TdP             | RE     | Damien Girard       |                 | LÉ              | ÉCO    |
| 6e              | Jean-Michel Jacques |                 | RE              | RE     | Jean-Michel Jacques |                 | RE              | EPR    |

## Résultats

### Résultats à l'échelle du département

#### Résultats par coalition
| Parti et coalition                          | Parti et coalition                          | Parti et coalition                     | Premier tour | Premier tour | Premier tour | Second tour   | Second tour   | Second tour | Total Sièges  | +/-           |  |
| Parti et coalition                          | Parti et coalition                          | Parti et coalition                     | Voix         | %            | Sièges       | Voix          | %             | Sièges      | Total Sièges  | +/-           |  |
| ------------------------------------------- | ------------------------------------------- | -------------------------------------- | ------------ | ------------ | ------------ | ------------- | ------------- | ----------- | ------------- | ------------- |  |
|                                             | Rassemblement national (RN)                 | Rassemblement national (RN)            | 134 486      | 30,74        | 0            | 146 374       | 34,48         | 0           | 0             | en stagnation |  |
|                                             |                                             | Horizons (HOR)                         | 48 114       | 11,00        | 0            | 57 609        | 13,57         | 1           | 1             | en stagnation |  |
|                                             | Renaissance (RE)                            | 39 897                                 | 9,12         | 0            | 75 759       | 17,84         | 2             | 2           | en stagnation |               |  |
|                                             | Mouvement démocrate (MoDem)                 | 26 667                                 | 6,10         | 0            | 52 138       | 12,28         | 1             | 1           | en stagnation |               |  |
|                                             | Territoires de progrès (TdP)                | 19 081                                 | 4,36         | 0            | 19 117       | 4,50          | 0             | 0           | 1             |               |  |
| Total Ensemble pour la République (ENS)     | Total Ensemble pour la République (ENS)     | 133 759                                | 30,58        | 0            | 204 623      | 48,20         | 4             | 4           | 1             |               |  |
|                                             |                                             | La France insoumise (LFI)              | 29 560       | 6,76         | 0            | Retrait       | Retrait       | Retrait     | 0             | en stagnation |  |
|                                             | Parti socialiste (PS)                       | 23 884                                 | 5,46         | 0            | Retrait      | Retrait       | Retrait       | 0           | en stagnation |               |  |
|                                             | Révolution écologique pour le vivant (REV)  | 21 405                                 | 4,89         | 0            | Retrait      | Retrait       | Retrait       | 0           | Nv            |               |  |
|                                             | Les Écologistes (LÉ)                        | 19 612                                 | 4,48         | 0            | 21 760       | 5,13          | 1             | 1           | 1             |               |  |
|                                             | Parti communiste français (PCF)             | 11 809                                 | 2,70         | 0            |              |               |               | 0           | en stagnation |               |  |
| Total Nouveau Front populaire (NFP)         | Total Nouveau Front populaire (NFP)         | 106 270                                | 24,29        | 0            | 21 760       | 5,13          | 1             | 1           | 1             |               |  |
|                                             |                                             | Sans étiquette                         | 28 912       | 6,61         | 0            | 51 799        | 12,20         | 1           | 1             | en stagnation |  |
| Total Régions et peuples solidaires (R&PS)  | Total Régions et peuples solidaires (R&PS)  | 28 912                                 | 6,61         | 0            | 51 799       | 12,20         | 1             | 1           | en stagnation |               |  |
|                                             |                                             | Les Républicains (LR)                  | 11 853       | 2,71         | 0            |               |               |             | 0             | en stagnation |  |
|                                             | Sans étiquette                              | 7 472                                  | 1,71         | 0            | 0            | Nv            |               |             |               |               |  |
| Total Union de la droite et du centre (UDC) | Total Union de la droite et du centre (UDC) | 19 325                                 | 4,42         | 0            | 0            | en stagnation |               |             |               |               |  |
|                                             | Lutte ouvrière (LO)                         | Lutte ouvrière (LO)                    | 4 814        | 1,10         | 0            | 0             | en stagnation |             |               |               |  |
|                                             |                                             | Parti breton (PB)                      | 3 777        | 0,86         | 0            | 0             | en stagnation |             |               |               |  |
| Total Pays unis (PU)                        | Total Pays unis (PU)                        | 3 777                                  | 0,86         | 0            | 0            | en stagnation |               |             |               |               |  |
|                                             | Les Radicaux de gauche (LRDG)               | Les Radicaux de gauche (LRDG)          | 1 898        | 0,43         | 0            | 0             | Nv            |             |               |               |  |
|                                             | Debout la France (DLF)                      | Debout la France (DLF)                 | 1 554        | 0,36         | 0            | 0             | en stagnation |             |               |               |  |
|                                             |                                             | Brouette (Br.)                         | 943          | 0,22         | 0            | 0             | en stagnation |             |               |               |  |
| Total Paix et décroissance (P&D)            | Total Paix et décroissance (P&D)            | 943                                    | 0,22         | 0            | 0            | en stagnation |               |             |               |               |  |
|                                             |                                             | Mouvement écologiste indépendant (MEI) | 602          | 0,14         | 0            | 0             | Nv            |             |               |               |  |
| Total Le Rassemblement (RAS)                | Total Le Rassemblement (RAS)                | 602                                    | 0,14         | 0            | 0            | en stagnation |               |             |               |               |  |
|                                             | Décidons nous-mêmes ! (DNM)                 | Décidons nous-mêmes ! (DNM)            | 182          | 0,04         | 0            | 0             | en stagnation |             |               |               |  |
|                                             | Sans étiquette (SE)                         | Sans étiquette (SE)                    | 920          | 0,21         | 0            | 0             | en stagnation |             |               |               |  |
|                                             |                                             |                                        |              |              |              |               |               |             |               |               |  |
| Suffrages exprimés                          | Suffrages exprimés                          | Suffrages exprimés                     | 437 442      | 97,69        |              | 424 556       | 95,38         |             |               |               |  |
| Votes blancs                                | Votes blancs                                | Votes blancs                           | 7 539        | 1,68         | 15 193       | 3,41          |               |             |               |               |  |
| Votes nuls                                  | Votes nuls                                  | Votes nuls                             | 2 797        | 0,62         | 5 368        | 1,21          |               |             |               |               |  |
| Total                                       | Total                                       | Total                                  | 447 778      | 100          | 0            | 445 117       | 100           | 6           | 6             | en stagnation |  |
| Abstentions                                 | Abstentions                                 | Abstentions                            | 167 953      | 27,28        |              | 170 691       | 27,72         |             |               |               |  |
| Inscrits/Participation                      | Inscrits/Participation                      | Inscrits/Participation                 | 615 731      | 72,72        | 615 808      | 72,28         |               |             |               |               |  |

#### Résultats par nuance
| Nuance                 | Nuance                 | Nuance                 | Premier tour | Premier tour | Premier tour | Second tour | Second tour   | Second tour | Total Sièges | +/-           |  |
| Nuance                 | Nuance                 | Nuance                 | Voix         | %            | Sièges       | Voix        | %             | Sièges      | Total Sièges | +/-           |  |
| ---------------------- | ---------------------- | ---------------------- | ------------ | ------------ | ------------ | ----------- | ------------- | ----------- | ------------ | ------------- |  |
|                        | Rassemblement national | RN                     | 134 486      | 30,74        | 0            | 146 374     | 34,48         | 0           | 0            | en stagnation |  |
|                        | Ensemble               | ENS                    | 133 759      | 30,58        | 0            | 204 623     | 48,20         | 4           | 4            | 1             |  |
|                        | Union de la gauche     | UG                     | 106 270      | 24,29        | 0            | 21 760      | 5,13          | 1           | 1            | 1             |  |
|                        | Régionaliste           | REG                    | 32 689       | 7,47         | 0            | 51 799      | 12,20         | 1           | 1            | en stagnation |  |
|                        | Divers droite          | DVD                    | 19 325       | 4,42         | 0            |             |               |             | 0            | en stagnation |  |
|                        | Extrême gauche         | EXG                    | 4 814        | 1,10         | 0            | 0           | en stagnation |             |              |               |  |
|                        | Droite souverainiste   | DSV                    | 2 474        | 0,57         | 0            | 0           | en stagnation |             |              |               |  |
|                        | Divers gauche          | DVG                    | 1 898        | 0,43         | 0            | 0           | en stagnation |             |              |               |  |
|                        | Écologistes            | ECO                    | 1 545        | 0,35         | 0            | 0           | en stagnation |             |              |               |  |
|                        | Divers                 | DIV                    | 182          | 0,04         | 0            | 0           | en stagnation |             |              |               |  |
|                        |                        |                        |              |              |              |             |               |             |              |               |  |
| Suffrages exprimés     | Suffrages exprimés     | Suffrages exprimés     | 437 442      | 97,69        |              | 424 556     | 95,38         |             |              |               |  |
| Votes blancs           | Votes blancs           | Votes blancs           | 7 539        | 1,68         | 15 193       | 3,41        |               |             |              |               |  |
| Votes nuls             | Votes nuls             | Votes nuls             | 2 797        | 0,62         | 5 368        | 1,21        |               |             |              |               |  |
| Total                  | Total                  | Total                  | 447 778      | 100          | 0            | 445 117     | 100           | 6           | 6            | en stagnation |  |
| Abstentions            | Abstentions            | Abstentions            | 167 953      | 27,28        |              | 170 691     | 27,72         |             |              |               |  |
| Inscrits/Participation | Inscrits/Participation | Inscrits/Participation | 615 731      | 72,72        | 615 808      | 72,28       |               |             |              |               |  |

### Résultats par circonscription

#### Première circonscription
- Députée sortante : Anne Le Hénanff (Horizons)

| Candidat                 | Candidat                 | Parti et coalition       | Nuance                   | Premier tour | Premier tour | Second tour | Second tour |
| Candidat                 | Candidat                 | Parti et coalition       | Nuance                   | Voix         | %            | Voix        | %           |
| ------------------------ | ------------------------ | ------------------------ | ------------------------ | ------------ | ------------ | ----------- | ----------- |
|                          | Anne Le Hénanff          | HOR (ENS)                | ENS                      | 35 627       | 42,13        | 57 609      | 71,65       |
|                          | Anne Gallo               | app. PS (NFP)            | UG                       | 23 884       | 28,24        | Retrait     | Retrait     |
|                          | Joseph Martin            | RN                       | RN                       | 21 454       | 25,37        | 22 792      | 28,35       |
|                          | Yann Le Baraillec        | LRDG                     | DVG                      | 1 898        | 2,24         |             |             |
|                          | Ronan Le Sant            | PB (PU)                  | REG                      | 1 084        | 1,28         |             |             |
|                          | Marc Peschanski          | LO                       | EXG                      | 432          | 0,51         |             |             |
|                          | Alice Vasseur            | DNM                      | DIV                      | 182          | 0,22         |             |             |
|                          |                          |                          |                          |              |              |             |             |
| Votes valides            | Votes valides            | Votes valides            | Votes valides            | 84 561       | 98,07        | 80 401      | 94,82       |
| Votes blancs             | Votes blancs             | Votes blancs             | Votes blancs             | 1 251        | 1,45         | 3 387       | 3,99        |
| Votes nuls               | Votes nuls               | Votes nuls               | Votes nuls               | 416          | 0,48         | 1 007       | 1,19        |
| Total                    | Total                    | Total                    | Total                    | 86 228       | 100          | 84 795      | 100         |
| Abstention               | Abstention               | Abstention               | Abstention               | 29 345       | 25,39        | 30 804      | 26,65       |
| Inscrits / participation | Inscrits / participation | Inscrits / participation | Inscrits / participation | 115 573      | 74,61        | 115 599     | 73,35       |

#### Deuxième circonscription
- Député sortant : Jimmy Pahun (Mouvement démocrate)

| Candidat                 | Candidat                 | Parti et coalition       | Nuance                   | Premier tour | Premier tour | Second tour | Second tour |
| Candidat                 | Candidat                 | Parti et coalition       | Nuance                   | Voix         | %            | Voix        | %           |
| ------------------------ | ------------------------ | ------------------------ | ------------------------ | ------------ | ------------ | ----------- | ----------- |
|                          | Jimmy Pahun              | MoDem (ENS)              | ENS                      | 26 667       | 32,14        | 52 138      | 65,44       |
|                          | Florent de Kersauson     | RN                       | RN                       | 24 920       | 30,03        | 27 541      | 34,56       |
|                          | Jade Béniguel            | REV (NFP)                | UG                       | 21 405       | 25,80        | Retrait     | Retrait     |
|                          | Pierre Clavreuil         | SE (UDC)                 | DVD                      | 7 472        | 9,00         |             |             |
|                          | Maëlig Trédan            | PB (PU)                  | REG                      | 1 615        | 1,95         |             |             |
|                          | Yves Cheère              | LO                       | EXG                      | 899          | 1,08         |             |             |
|                          |                          |                          |                          |              |              |             |             |
| Votes valides            | Votes valides            | Votes valides            | Votes valides            | 82 978       | 97,69        | 79 679      | 94,50       |
| Votes blancs             | Votes blancs             | Votes blancs             | Votes blancs             | 1 402        | 1,23         | 3 450       | 4,09        |
| Votes nuls               | Votes nuls               | Votes nuls               | Votes nuls               | 562          | 0,49         | 1 191       | 1,41        |
| Total                    | Total                    | Total                    | Total                    | 84 942       | 100          | 84 320      | 100         |
| Abstention               | Abstention               | Abstention               | Abstention               | 28 784       | 25,31        | 29 419      | 25,87       |
| Inscrits / participation | Inscrits / participation | Inscrits / participation | Inscrits / participation | 113 726      | 74,69        | 113 739     | 74,13       |

#### Troisième circonscription
- Députée sortante : Nicole Le Peih (Renaissance)

| Candidat                 | Candidat                   | Parti et coalition       | Nuance                   | Premier tour | Premier tour | Second tour | Second tour |
| Candidat                 | Candidat                   | Parti et coalition       | Nuance                   | Voix         | %            | Voix        | %           |
| ------------------------ | -------------------------- | ------------------------ | ------------------------ | ------------ | ------------ | ----------- | ----------- |
|                          | Antoine Oliviero           | RN                       | RN                       | 24 584       | 35,85        | 27 854      | 42,44       |
|                          | Nicole Le Peih             | RE (ENS)                 | ENS                      | 18 222       | 26,57        | 37 776      | 57,56       |
|                          | Marie-Madeleine Doré-Lucas | LFI (NFP)                | UG                       | 13 999       | 20,41        | Retrait     | Retrait     |
|                          | Soizic Perrault            | LR (UDC)                 | DVD                      | 8 340        | 12,16        |             |             |
|                          | Jocelyne Devriendt         | PB (PU)                  | REG                      | 1 078        | 1,57         |             |             |
|                          | Lionel Épaillard           | Br. (P&D)                | ECO                      | 943          | 1,38         |             |             |
|                          | Julie Cuciniello           | DLF                      | DSV                      | 719          | 1,05         |             |             |
|                          | Julie Lepert               | LO                       | EXG                      | 688          | 1,00         |             |             |
|                          |                            |                          |                          |              |              |             |             |
| Votes valides            | Votes valides              | Votes valides            | Votes valides            | 68 573       | 97,25        | 65 630      | 93,95       |
| Votes blancs             | Votes blancs               | Votes blancs             | Votes blancs             | 1 343        | 1,90         | 2 956       | 4,23        |
| Votes nuls               | Votes nuls                 | Votes nuls               | Votes nuls               | 594          | 0,84         | 1 268       | 1,82        |
| Total                    | Total                      | Total                    | Total                    | 70 510       | 100          | 69 854      | 100         |
| Abstention               | Abstention                 | Abstention               | Abstention               | 27 644       | 28,16        | 28 302      | 28,83       |
| Inscrits / participation | Inscrits / participation   | Inscrits / participation | Inscrits / participation | 98 154       | 71,84        | 98 156      | 71,17       |

#### Quatrième circonscription
- Député sortant : Paul Molac (Indépendant)

| Candidat                 | Candidat                 | Parti et coalition       | Nuance                   | Premier tour | Premier tour | Second tour | Second tour |
| Candidat                 | Candidat                 | Parti et coalition       | Nuance                   | Voix         | %            | Voix        | %           |
| ------------------------ | ------------------------ | ------------------------ | ------------------------ | ------------ | ------------ | ----------- | ----------- |
|                          | Paul Molac               | SE (R&PS)                | REG                      | 28 912       | 35,84        | 51 799      | 65,12       |
|                          | Katel Le Cuillier        | RN                       | RN                       | 25 414       | 31,51        | 27 745      | 34,88       |
|                          | Rozenn Guégan            | HOR (ENS)                | ENS                      | 12 487       | 15,48        |             |             |
|                          | Lhéa Le Flécher          | PCF (NFP)                | UG                       | 11 809       | 14,64        |             |             |
|                          | Bernard Huet             | SE                       | DSV                      | 920          | 1,14         |             |             |
|                          | Khaled Mamar             | MEI (RAS)                | ECO                      | 602          | 0,75         |             |             |
|                          | Patrice Crunil           | LO                       | EXG                      | 515          | 0,64         |             |             |
|                          |                          |                          |                          |              |              |             |             |
| Votes valides            | Votes valides            | Votes valides            | Votes valides            | 80 659       | 98,35        | 79 544      | 97,60       |
| Votes blancs             | Votes blancs             | Votes blancs             | Votes blancs             | 1 011        | 1,23         | 1 448       | 1,78        |
| Votes nuls               | Votes nuls               | Votes nuls               | Votes nuls               | 339          | 0,41         | 511         | 0,63        |
| Total                    | Total                    | Total                    | Total                    | 82 009       | 100          | 81 503      | 100         |
| Abstention               | Abstention               | Abstention               | Abstention               | 31 619       | 27,83        | 32 146      | 28,29       |
| Inscrits / participation | Inscrits / participation | Inscrits / participation | Inscrits / participation | 113 628      | 72,17        | 113 649     | 71,71       |

#### Cinquième circonscription
- Députée sortante : Lysiane Métayer (Territoires de progrès)

| Candidat                 | Candidat                 | Parti et coalition       | Nuance                   | Premier tour | Premier tour | Second tour | Second tour |
| Candidat                 | Candidat                 | Parti et coalition       | Nuance                   | Voix         | %            | Voix        | %           |
| ------------------------ | ------------------------ | ------------------------ | ------------------------ | ------------ | ------------ | ----------- | ----------- |
|                          | Damien Girard            | LÉ (NFP)                 | UG                       | 19 612       | 35,56        | 21 760      | 38,88       |
|                          | Lysiane Métayer          | TdP (ENS)                | ENS                      | 19 081       | 34,60        | 19 117      | 34,15       |
|                          | Aurélie Le Goff          | RN                       | RN                       | 15 386       | 27,90        | 15 096      | 26,97       |
|                          | Blandine Pierron         | LO                       | EXG                      | 1 067        | 1,93         |             |             |
|                          |                          |                          |                          |              |              |             |             |
| Votes valides            | Votes valides            | Votes valides            | Votes valides            | 55 146       | 97,46        | 55 973      | 97,69       |
| Votes blancs             | Votes blancs             | Votes blancs             | Votes blancs             | 1 128        | 1,99         | 1 075       | 1,88        |
| Votes nuls               | Votes nuls               | Votes nuls               | Votes nuls               | 311          | 0,55         | 250         | 0,44        |
| Total                    | Total                    | Total                    | Total                    | 56 585       | 100          | 57 298      | 100         |
| Abstention               | Abstention               | Abstention               | Abstention               | 24 235       | 29,99        | 23 525      | 29,11       |
| Inscrits / participation | Inscrits / participation | Inscrits / participation | Inscrits / participation | 80 820       | 70,01        | 80 823      | 70,89       |

#### Sixième circonscription
- Député sortant : Jean-Michel Jacques (Renaissance)

| Candidat                 | Candidat                 | Parti et coalition       | Nuance                   | Premier tour | Premier tour | Second tour | Second tour |
| Candidat                 | Candidat                 | Parti et coalition       | Nuance                   | Voix         | %            | Voix        | %           |
| ------------------------ | ------------------------ | ------------------------ | ------------------------ | ------------ | ------------ | ----------- | ----------- |
|                          | Nathalie Guihot-Vieira   | RN                       | RN                       | 22 728       | 34,69        | 25 346      | 40,02       |
|                          | Jean-Michel Jacques      | RE (ENS)                 | ENS                      | 21 675       | 33,08        | 37 983      | 59,98       |
|                          | Jean-Michel Baudry       | LFI (NFP)                | UG                       | 15 561       | 23,75        | Retrait     | Retrait     |
|                          | Daniel Barach            | LR (UDC)                 | DVD                      | 3 513        | 5,36         |             |             |
|                          | Kelig Lagrée             | LO                       | EXG                      | 1 213        | 1,85         |             |             |
|                          | Valère Charlery          | DLF                      | DSV                      | 835          | 1,27         |             |             |
|                          |                          |                          |                          |              |              |             |             |
| Votes valides            | Votes valides            | Votes valides            | Votes valides            | 65 525       | 97,07        | 63 329      | 94,03       |
| Votes blancs             | Votes blancs             | Votes blancs             | Votes blancs             | 1 404        | 2,08         | 2 877       | 4,27        |
| Votes nuls               | Votes nuls               | Votes nuls               | Votes nuls               | 575          | 0,85         | 1 141       | 1,69        |
| Total                    | Total                    | Total                    | Total                    | 67 504       | 100          | 67 347      | 100         |
| Abstention               | Abstention               | Abstention               | Abstention               | 26 326       | 28,06        | 26 495      | 28,23       |
| Inscrits / participation | Inscrits / participation | Inscrits / participation | Inscrits / participation | 93 830       | 71,94        | 93 842      | 71,77       |